# Australeeus
Australeeus is een geslacht van kevers uit de familie  
kniptorren (Elateridae).
Het geslacht is voor het eerst wetenschappelijk beschreven in 1979 door Stibick.

## Soorten
Het geslacht omvat de volgende soorten:
- Australeeus humilis (Sharp, 1877)
- Australeeus powelli (Sharp, 1877)